# کرگان (میناب)
کَرگان، شهری در بخش بندزرک شهرستان میناب در استان هرمزگان ایران است.

## جمعیت
بر پایه سرشماری عمومی نفوس و مسکن در سال ۱۳۹۵، جمعیت شهر کرگان برابر با ۵٬۲۸۲ نفر (۱٬۳۹۳ خانوار) بوده‌است.